# Fritz Neubecker
Fritz Neubecker (* 13. Oktober 1903 in Berlin; † 28. Oktober 1995 ebenda) war ein deutscher Politiker (SPD).
Fritz Neubecker war ein Sohn eines Schriftsetzers und besuchte eine Volksschule. Er wurde Angestellter bei einem Rechtsanwalt und trat 1920 der Sozialistischen Arbeiter-Jugend (SAJ) bei. Im folgenden Jahr trat er auch der SPD und 1922 dem Reichsbanner Schwarz-Rot-Gold bei. Er arbeitete bei den Betrieben des Verlags J.H.W. Dietz. Nach der „Machtergreifung“ der Nationalsozialisten arbeitete Neubecker in der Buchhaltung der Kali Chemie und wurde in der Widerstandsgruppe von Franz Klühs und Max Fechner illegal tätig.
Nach dem Zweiten Weltkrieg 1945 war Neubecker Mitunterzeichner des Gründungsaufrufs der SPD und wurde Vorstandsmitglied des Zentralausschusses der SPD. Bei der ersten Berliner Wahl 1946 wurde er in die Bezirksverordnetenversammlung im Bezirk Tempelhof gewählt. Da Otto Burgemeister Bezirksbürgermeister von Berlin-Tempelhof wurde, rückte Neubecker im Januar 1947 in die Stadtverordnetenversammlung von Groß-Berlin nach. Im selben Jahr wurde er kaufmännischer Direktor der Berliner Verkehrsbetriebe (BVG), bis er 1968 aus Altersgründen ausschied.